# Diore (figlio di Amarinceo)
Nella mitologia greca, Diore (in greco antico Διώρης, Diorês) è uno dei personaggi dell'Iliade. 
Fu uno dei comandanti del contingente degli Epei alla Guerra di Troia, assieme a Anfimaco, Talpio e Polisseno. Nel corso della guerra venne ucciso da Piroo.

## Genealogia
Diore era figlio di Amarinceo, a sua volta figlio di Alettore, figlio di Epeo. Il padre di Amarinceo viene però indicato anche come Pizio o Onesimaco.